# Burns Flat
Burns Flat – miasto w Stanach Zjednoczonych, w stanie Oklahoma, w hrabstwie Washita.